# كأس النرويج 2016
كأس النرويج 2016 (بالنرويجية: Norgesmesterskapet i fotball for menn 2016)‏ هو الموسم 111 من كأس النرويج. أقيم خلال الفترة 28 فبراير 2016 وحتى 20 نوفمبر 2016، وأشرف على تنظيمه اتحاد النرويج لكرة القدم، وفاز فيه نادي روسنبورغ.